# San Isidro de Níjar
San Isidro es una localidad y pedanía española perteneciente al municipio de Níjar, en la provincia de Almería, Andalucía. En el año 2019 contaba con 6.867 habitantes (INE), que lo convierten en el segundo núcleo más poblado del municipio, además de superar ampliamente la población de la villa de Níjar. Se encuentra situado a unos 29 kilómetros de Almería.

## Geografía física
Esta localidad se encuentra en el centro del municipio de Níjar, en la Comarca Metropolitana de Almería, al sureste de la provincia de Almería. Cuenta con varios accesos desde la Autovía del Mediterráneo incorporándose luego a la AL-3111. Está próxima al mar Mediterráneo, sobre unos 130 m, en uno de los bordes de la rambla del Artal y situada, como el resto de las pedanías entre la Serrata y Sierra Alhamilla. San Isidro está rodado de ramblas alrededor de la localidad con desembocadura en la Rambla de Morales, Almería.
El municipio de Níjar está formado por distintos núcleos de población, de los cuales los más importantes son San Isidro y Campohermoso. Cabe destacar también la Villa de Níjar por mantener la capitalidad del municipio y por sus cerámicas 'tradicionales'. Sin embargo la vida económica se desarrolla en la costa: algunas pedanías de la costa en verano llegan a triplicarse de habitantes como por ejemplo San José.

## Historia
En 1790 se constituye como parte del Marquesado de Campohermoso concedido por Carlos IV a Don Joaquín de Castro y Gadea, Capitán de unas de las Compañías de Infantería fija de la costa del Reino de Granada en Almería. Hasta hace pocos años se podía observar el caserío 'de Castro' de tres plantas en la salida este de San Isidro (cerca de 'Ronda de Castro'), pero fue demolido. En torno a la zona quedan todavía los regadíos abancalados. En las mismas inmediaciones del caserío hay restos de una villae agrícola romana.
San Isidro surgió en torno al núcleo de los Pipaces, actualmente una avenida cercana al centro de la localidad. Su expansión comienza a finales de la década de los años 60 como consecuencia de la colonización agraria del municipio de Níjar, todavía presente en el mismo pozo de los Pipaces.
A esta colonización corresponden los edificios donde se sitúan el antiguo cine (actualmente un centro cultural y una biblioteca), el colegio, la iglesia y la plaza de colonización, así como las diversas viviendas construidas inmediatamente después de los Pipaces.
La pedanía ha experimentado un buen crecimiento de población desde los años 60 en el que prácticamente había medio millar de habitantes a actualmente que hay casi 7000 habitantes.

## Geografía humana

### Demografía
Datos de población de los últimos años, según el INE español:
| Gráfica de evolución demográfica de San Isidro entre 2000 y 2022 |
|                                                                  |
| Datos según el nomenclátor publicado por el INE.                 |

El aumento demográfico en los últimos años, se debe en parte a la inmigración desde países como Marruecos o Argelia, entre otros países africanos, además de Europa del Este y Sudamérica.

## Economía
Destaca la producción agrícola intensiva bajo plástico (invernaderos). En este enclave se encuentra una de las dos cooperativas CASI (la mayor productora de tomates). El comercio adquiere una importancia absolutamente rural y la industria empieza a despegar siendo importante la relacionada con la industria auxiliar.

## Feria y fiestas
En cuanto a tradiciones el calendario festivo se inicia con la tradición de los "chisperos", el 16 de enero, día previo a la festividad de San Antón (17 de enero).
También destaca el día 15 de mayo con en honor a San Isidro Labrador, y la feria de la pedanía que se realiza la primera semana de julio. Ambas con Misa Solemne y Procesión por las calles de la localidad.

## Cine
En el verano de 2015 se rodaron algunas escenas de la serie de Antena 3 Mar de plástico en varias calles del pueblo y alrededores.

## Deportes
El último equipo existente fue el CD San Isidro que desapareció en el año 2011. Jugando sus partidos como local en el actual campo de fútbol Manuel López López de San Isidro. Actualmente el Atco. Bellavista de Atochares disputa sus encuentros en 1° División Andaluza en este campo. Previamente era la UD San Isidro fundada en 1973 la que disputaba sus encuentros en este campo previamente llamado 'Colonización', la que años más tarde en 1995 consigue el ascenso a categoría nacional siendo el primer equipo del municipio en conseguirlo pese a ser un pequeño pueblo de apenas 3000 habitantes por la época, esto se logra gracias a la directiva encabezada por Manuel López y a la implicación que siempre mostró el pueblo hacia el equipo. En el año 2000 con la fusión de otro equipo del municipio se forma el Club Deportivo Comarca de Níjar.